# Ormosia monosperma
Ormosia monosperma là một loài thực vật có hoa trong họ Đậu. Loài này được (Sw.) Urb. miêu tả khoa học đầu tiên.